# إميليا فورستينهوف
إميليا «إيما» فورستينهوف (بالسويدية: Emma Fürstenhoff)‏، (1802 – مارس 1871) ، فنانة سويدية ( بائعة زهور ) ، ومعروفة عالمياً بتصنيعها لزهور الشمع الاصطناعية ، والتي استحدثت في أوروبا المعاصرة.

## حياتها
ولدت إيما فورستنهوف في ستوكهولم ، وهي ابنة كل من الشاعر والسكرتير الملكي كارل يوهان لينديغرين (المتوفى عام 1815) والنبيلة صوفيا سيلفرسكيولد. كانت هي ووالدتها موضوع قصائد والدها. أصبح والدها فيما بعد مدمنا على الكحول الذي دمره، مما أدى لطلاق والديا، لتنتقل إلى العاصمة مع والدتها. أبدت اهتمامًا مبكرًا بالزهور، وعندما تركت منزل والدها، قيل إنها طلبت من والدتها إحضار جميع الزهور معها. في ستوكهولم، أصبحت ابنة المامسيل فورسلوف بالتبني، السيدة المنتظرة للأميرة صوفي ألبرتين من السويد . تم وصفها بأنها رائعة وعاطفية. في حوالي العشرين من عمرها، تزوجت من أ. فورستينهوف، كاتب في مصنع الخزف في جوستافسبيرغ، وأنجبت منه ابنها، يوهان.
بعد زواجها، بدأ بصناعة الحلي وبيعها، وتعلمت تصنيع الزهور الاصطناعية. عرضت زهورها في العديد من المعارض الفنية الناجحة في ستوكهولم. ثم تم عرض عملها في المعارض الفنية في لندن وسانت بطرسبرغ وأخيرا في باريس. في سانت بطرسبرغ، عاشت لمدة عامين وأصبحت مشهورة فنيا في الصالونات الثقافية، حيث احتفل بها الدبلوماسيون والأرستقراطيين. في معرض في Jardin des Plantes في باريس، حققت نجاحًا كبيرًا، واعتبرت زهورها أفضل من الزهور الحقيقية.
انفصلت عن زوجها وانتقلت بشكل دائم إلى باريس، حيث أسست استوديو لتصنيع الزهور الاصطناعية. كان معظم موظفيها من الإناث، من بينهم المشرفة تيلدا أوستربرغ التي كانت أيضًا من السويد. كانت فورستينهوف فنانة ناجحة، حققت ثروة من عملها. وكانت أحد زبائنها هارييت هوارد . في عام 1864 ، و لعقود تمت الإشارة إليها كفنانة عصرية في أوروبا.
خلال الحرب الفرنسية البروسية ، تطوعت كممرضة وساعدت الجنود الجرحى. و بسبب لك أصيبت بالعدوى، وتوفيت في باريس ، أثناء إنشاء كوميونة باريس في مارس 1871.